# Koča bratov Grego
Koča bratov Grego (italijansko Rifugio Fratelli Grego) je planinska postojanka v zahodnem italijanskem delu Julijskih Alp. Nahaja se na višini 1.390 m 10 minut hoda od zahodno ležečega prevala Rudnega vrha (Sella di Sompdogna, 1.398 m), do koder je skozi Dunjo speljana cesta. Do nje vodi planinska pešpot iz planine Zajzere, zatrepa istoimenske doline, označena s številko 611, z izhodiščem v Ovčji vasi/Valbruna. Upravlja jo Tržaška sekcija italijanskega planinskega društva CAI. 
Koča je bila zgrajena leta 1927, imenovana po italijanskem vojaku iz prve svetovne vojne Attiliu Gregu. Leta 1966 so jo po smrti Ferruccia Grega preimenovali v Kočo bratov Attilia, Ferruccia in Remigia Grega. Slednji je umrl v koncentracijskem taborišču v Rusiji leta 1943.
Koča je izhodišče zelo zahtevnih poti na Montaž (2.754 m, via ferrata Amalia), mimo bivakov Carlo in Giani Stuparich in Suringar, kot tudi manj zahtevnih poti na Poldnašnjo špico (2.087 m, sentiero 609, 2h) Dve Špici (2.046 m, sentiero 648, 649, 3 h) in Krniško glavico (1.889 m, sentiero 651, 610, 1 h 45).